# Сивотрби ноћни мајмун
Сивотрби ноћни мајмун (Aotus lemurinus) је врста примата (Primates) из породице ноћних мајмуна (Aotidae).

## Распрострањење
Ареал врсте покрива средњи број држава. 
Врста је присутна у Колумбији, Венецуели, и Еквадору.

## Станиште
Станишта врсте су шуме и планине до 3.200 метара надморске висине.

## Угроженост
Ова врста се сматра рањивом у погледу угрожености врсте од изумирања.